# Тилове забезпечення

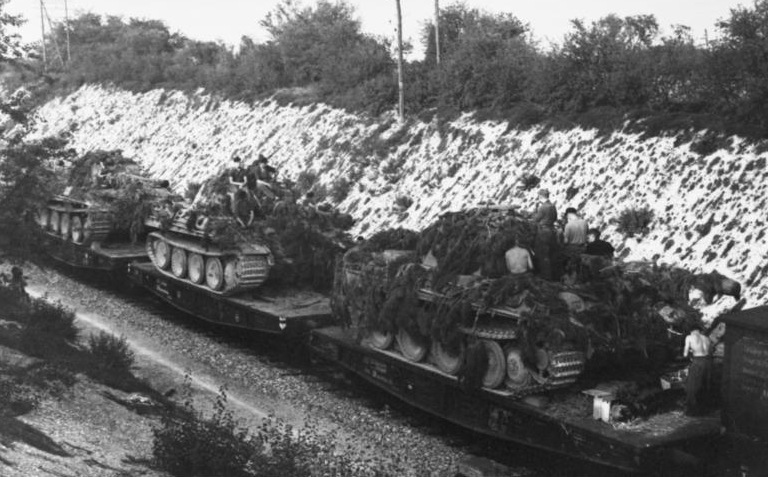
Перекидання залізницею німецьких важких танків Panzer V Пантера. Друга світова війна. Червень 1944

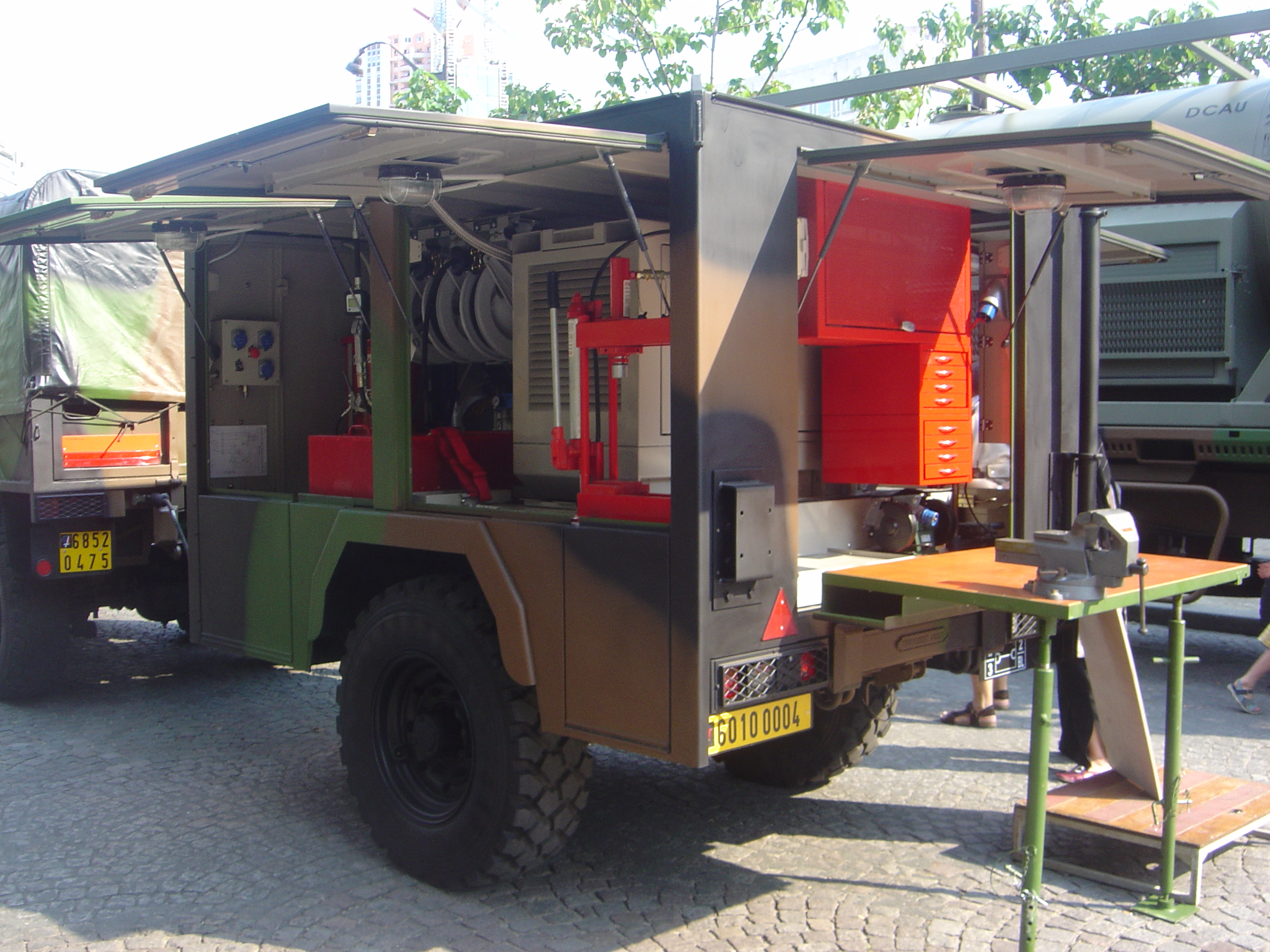
Пересувна польова майстерня французьких збройних сил

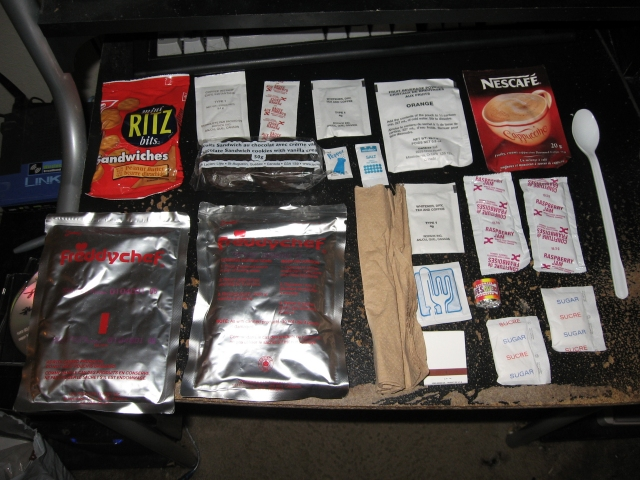
Канадський сухий пайок

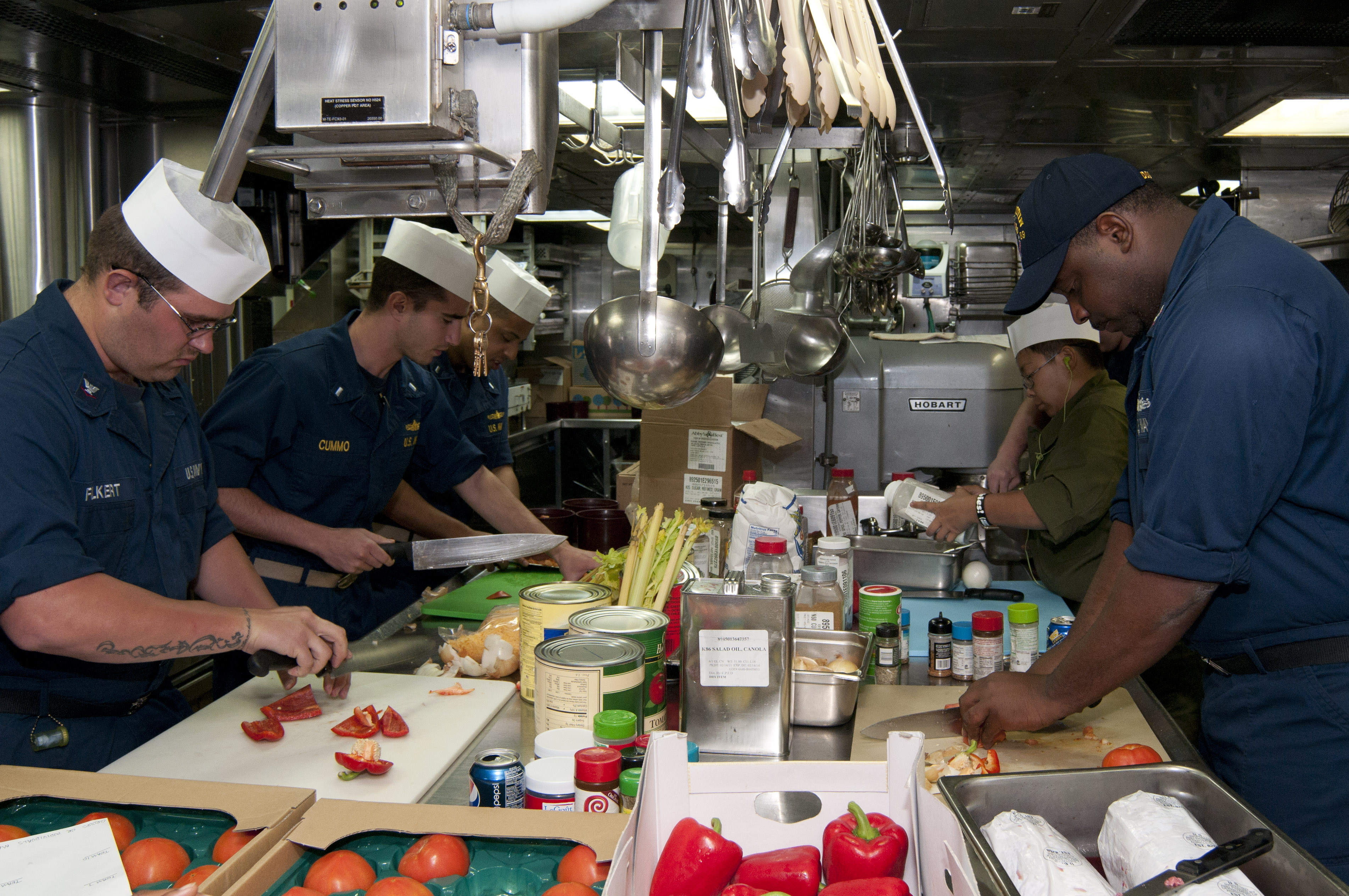
Приготування їжі на борту американського есмінця КРЗ USS «Мастін» (DDG-89)

Тилове забезпечення військ і сил флоту — у військовій справі — вид забезпечення бойових дій, комплекс заходів, спрямованих на задоволення матеріальних, транспортних, побутових та інших потреб військ (сил) з метою підтримання їх у бойовій готовності для ведення бойових дій чи вирішення повсякденних завдань.

## Зміст
Тилове забезпечення включає: матеріальне забезпечення, підвезення матеріальних засобів, транспортне, аеродромно-технічне, медичне, ветеринарне, а у військово-морських силах, крім того, аварійно-рятувальне забезпечення, а також інженерно-аеродромне, торговельно-побутове, квартирно-експлуатаційне і фінансове забезпечення.
Види тилового забезпечення складалися протягом тривалого часу в міру виникнення і розвитку засобів і способів ведення озброєної боротьби. В результаті оснащення армій і флотів багатьох країн новим зброєю і технікою, моторизації військ, а також збільшення розмаху бойових дій сильно зросли потреби військ (сил) в матеріальних засобах. За останнє 20 століття відбулися значні якісні зміни в споживаних збройними силами матеріальних засобах, розширилася і ускладнилася їх номенклатура. У загальній масі вантажів, що доставляються на ТВД, більш ніж в 10 разів збільшилася кількість боєприпасів і пального, різко зросла частка бронетанкового, авіаційного, автотракторного, інженерного та іншого технічного майна при зменшенні частки продовольства і фуражу. Оснащення збройних сил ядерною зброєю, ракетною технікою, електронними засобами та іншою новою військовою технікою зумовило подальше підвищення ролі тилового забезпечення.
Для тилового забезпечення у складі збройних сил у всіх країнах є відповідні сили і засоби: арсенали, бази і склади з запасами матеріальних засобів, частини спеціальних військ, ремонтні, медичні та інші частини, установи і підрозділи тилу збройних сил. Тилове забезпечення організується на основі принципів, вироблених відповідно до принципів військового мистецтва. До них належать: постійна готовність тилового забезпечення військ (сил); зосередження основних зусиль на забезпеченні дій угруповань військ (сил), що виконують головне завдання; максимальна самостійність угруповань військ у тиловому відношенні тощо. Ці принципи застосовуються з урахуванням виду бойових дій, умов обстановки і особливостей ТВД.